# キム・ミニ
キム・ミニ（朝: 김 민희、1982年3月1日 - ）は、韓国の女優、モデル。

## 経歴
キム・ミニは中学時代にモデル活動を始め、すぐに十代向け雑誌の表紙を飾るようになった。彼女のユニークな顔の特徴と痩躯のおかげで、彼女は1999年にテレビドラマ「学校2」に抜擢され、スターダムにのし上がった。彼女はテレビドラマや映画に登場する、20歳前後で人気のある若いスターになった。しかし、演技能力の低さから否定的な評価を受けた。批評家や視聴者は、ファッションアイコンや俳優イ・ジョンジェの恋人として有名な「魅力的だが空っぽな女優」と蔑視した。
2006年には、テレビシリーズ「グッバイソロ」の台本を読んだ後、キムは「私は彼女を演じるために何かをする準備が出来ている」と思い、チェ・ミリ役を熱望した。彼女は著名な脚本家ノ・ヒギョンに自身を配役するように頼んだが、ノは5度も断った。しかし、キムは諦めず、結局彼女の隠された可能性を目の当たりにしたノを納得させた。キムは出演にあたって、基本的な声楽の呼吸の練習を含む厳格な演技訓練を受けた。彼女は他の誰よりも早く脚本を手に入れ、毎日役柄と練習を分析し続けた。ドラマ自体の評価は低かったが、彼女の演技は高い評価を受け、彼女の俳優人生を変えるきっかけとなった 。
2008年、「お熱いのがお好き」で映画界での経歴を再開。3人の女性の生き方と愛の探求を描写したコメディー映画であり、キムは不安定なキャリアとミュージシャンのボーイフレンドとの不安定な恋愛に苦しむ20代の売れっ子脚本家を演じた。批評家は彼女の「魅力的なパフォーマンス」を称賛し、後に百想芸術大賞と釜山映画批評家賞の最優秀女優賞を受賞した。
2009年、イ・ジェヨン監督による即興モキュメンタリー映画「女優たち」に出演。彼女は劇中、雑誌「ヴォーグ・コリア」の写真撮影中に、スタッフが彼女より肉感的な女優キム・オクビンと比較して、魅力的な痩せた女性は男性には見つからないと発言したことに狼狽する。2011年に陰謀映画「裏切りの陰謀」に出演。
2012年、宮部みゆきのミステリー小説「火車」を原作とする映画「火車 HELPLESS」に出演し、演技の幅を更に広げた。彼女はピョン・ヨンジュ監督に絶対的な信頼を置いており、モニターチェックを一切しなかったと語った。キムは謎の失踪者役を好演し、いくつかの映画賞で候補になり、釜日映画賞最優秀女優賞を受賞した。
2012年末、俳優イ・ビョンホンのBHエンターテインメントとの契約が終了後、友人コン・ヒョジンが所属するマネジメント・ソープと契約した。
2013年、キムは映画「恋愛の温度」の演技で再び称賛を浴びた。映画は典型的なロマンティック・コメディとは違い、3年間交際した後破局したカップルによる現実的な物語である 。この演技で第49回百想芸術大賞で最優秀女優賞を受賞。授賞式では、「画面上で若いキャラクターを育てるのを手伝った」恋人役イ・ミンギと監督のノ・ドクに謝意を示した。2014年、アクションノワール「泣く男」に出演し、ヒットマンの標的になる悲劇的な女性を演じた。
2015年、批評家から高い評価を受けたホン・サンス監督映画「正しい日 間違えた日」に出演し、釜山映画批評家賞で最優秀女優賞を受賞。2016年、サラ・ウォーターズの小説「荊の城」を原作とするパク・チャヌク監督映画「お嬢さん」に主演し、国際的に評価された。パクは彼女を「現時点で最も切望されている女優の1人」と呼んだ。
2017年、映画「夜の浜辺でひとり」の演技で、ベルリン国際映画祭銀熊賞（最優秀女優賞）を受賞した最初の韓国人女優となった。2020年、主演を務めた映画「逃げた女」が第70回ベルリン国際映画祭で銀熊賞を受賞 。同年、ニューヨークタイムズが「21世紀の25人の偉大な俳優」リストの16位にキムを選出した。

## 私生活

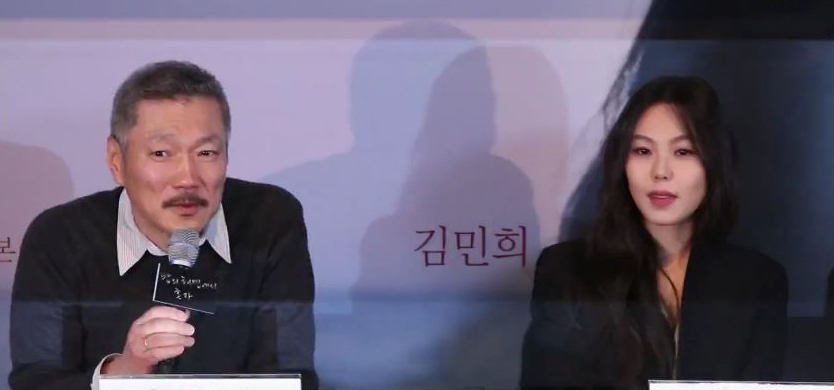
キム・ミニとホン・サンスは記者会見で、不倫関係を認めた（2017年）。

キムは、2003年から2006年にかけて俳優イ・ジョンジェ、2008年から2010年にかけてモデルで俳優のイ・スヒョク、2013年から2014年にかけて俳優チョ・インソンと交際。
2016年6月、キムは2015年に俳優として出演した映画「正しい日 間違えた日」の監督ホン・サンスと不倫関係にあると報じられた。2017年4月、ホン監督による主演映画「夜の浜辺でひとり」のマスコミ向け試写会及び記者懇親会を通じて、不倫関係を認めた。この出来事は、所属芸能事務所マネジメントSOOPが2016年初めに契約更新をしないという決定を下した原因になったと言われる。加えて、彼女は化粧品会社を含むコマーシャル契約を失った。

## 出演作品

### 映画
| 年     | 題名                    | 役名                            |
| ------ | ----------------------- | ------------------------------- |
| 2000年 | 純愛譜 －じゅんあいふ－ | ミア                            |
| 2002年 | サプライズ              | ファン・ミリョン                |
| 2008年 | お熱いのがお好き        | キム・アミ                      |
| 2009年 | 女優たち                | キム・ミニ                      |
| 2011年 | 裏切りの陰謀            | ソン・ヒョグァン                |
| 2012年 | 火車                    | カン・ソニョン/チャ・ギョンソン |
| 2013年 | 裏話：監督が狂いました  |                                 |
| 2013年 | 恋愛の温度              | チャン・ヨン                    |
| 2014年 | 泣く男                  | チェ・モギョン                  |
| 2015年 | 正しい日 間違えた日     | ユン・ヒジョン                  |
| 2016年 | お嬢さん                | 秀子お嬢様                      |
| 2017年 | 夜の浜辺でひとり        | ヨンヒ                          |
| 2017年 | それから                |                                 |
| 2017年 | クレアのカメラ          | チョン・マンヒ                  |
| 2021年 | イントロダクション      |                                 |
| 2022年 | 小説家の映画            | ギルス                          |

### テレビドラマ
| 年     | 題名               | 役名           | テレビ局 |
| ------ | ------------------ | -------------- | -------- |
| 1999年 | 学校2              | シン・ヘウォン | KBS1     |
| 2000年 | 怒った顔で振り返れ | イ・ヘジョン   | KBS2     |
| 2000年 | ジュリエットの男   | ソ・チャンビ   | SBS      |
| 2002年 | 純粋の時代         | ホン・ジユン   | SBS      |
| 2004年 | 兄嫁は19歳         | チェ・スジ     | SBS      |
| 2006年 | グッバイソロ       | チェ・ミリ     | KBS2     |
| 2008年 | 恋愛結婚           | イ・ガンヒョン | KBS2     |

### バラエティ番組
- SBS人気歌謡（SBS、2000年）